# Papandayan

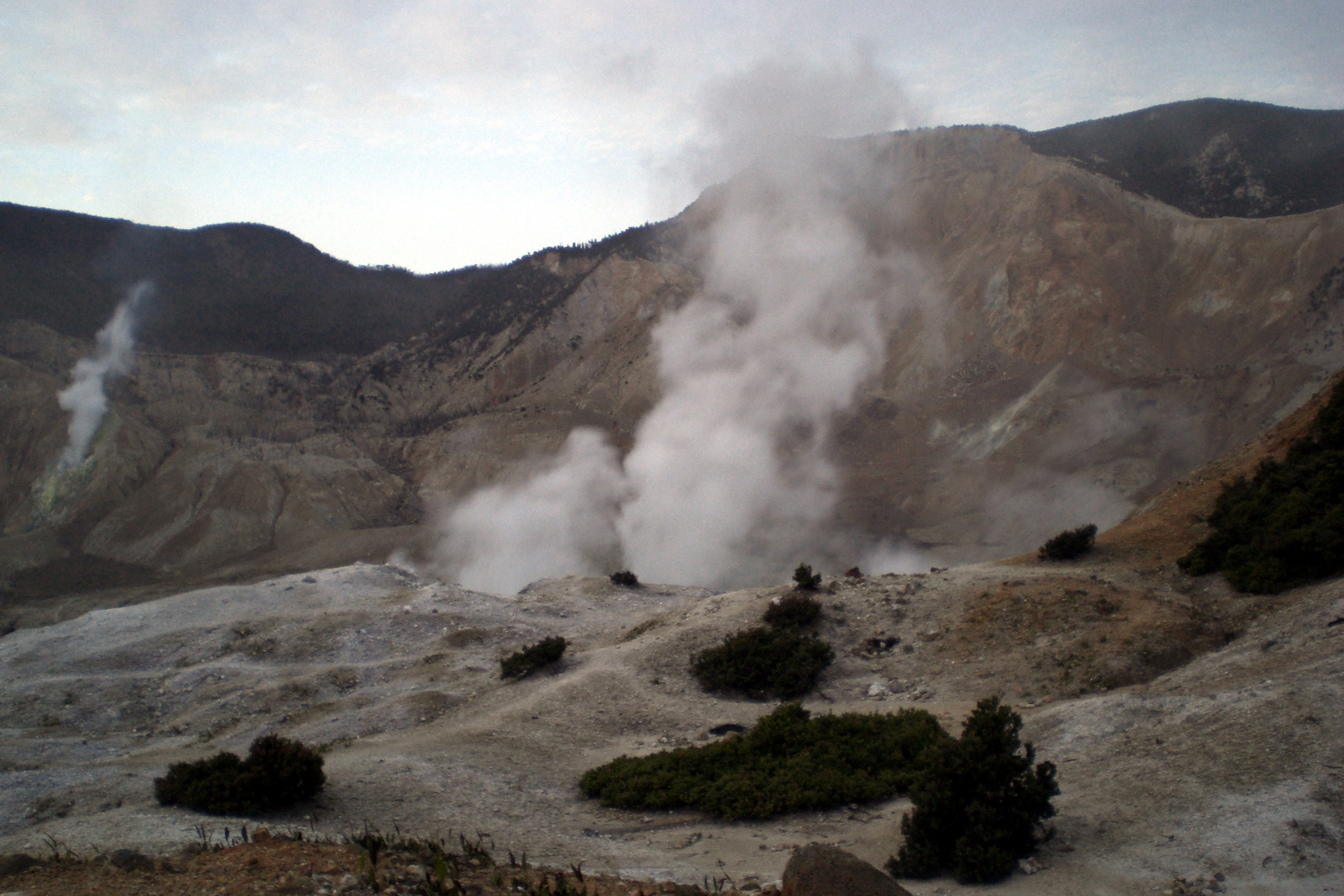
Fumaroles al Papandayan

El mont Papandayan és un estratovolcà complex que es troba a la regència de Garut, al sud-est de la ciutat de Bandung, a la província de Java Occidental, Indonèsia. Es troba uns 15 km al sud-oest de la ciutat de Garut. El seu cim s'eleva fins als 2.665 msnm. Al cim hi ha quatre grans cràters que contenen camps de fumaroles actives. Una erupció que va tenir lloc el 1772 va provocar l'enfonsament del flanc nord-est del cràter, produint un allau catastròfic que va destruir 40 pobles i va matar prop de 3.000 persones. L'erupció va canviar la forma del volcà, deixant un cràter d'1,1 km d'amplada al centre i dos pics, fent que sembli un volcà bessó. Un dels pics es diu Papandayan i l'altre Puntang.

## Vulcanisme

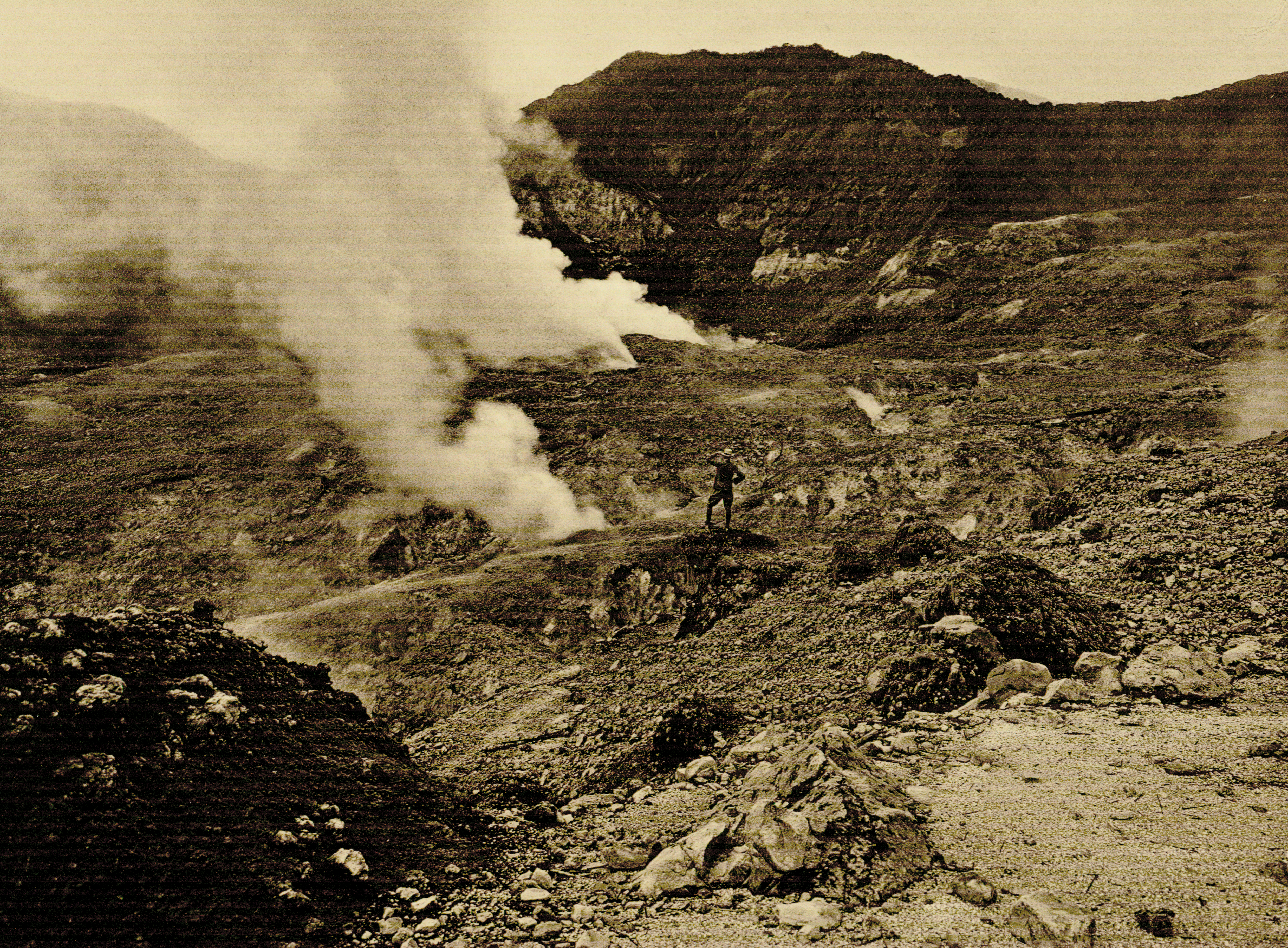
George P. Lewis: Fumaroles al Mont Papandayan, 1920

Des del 1772 sols s'havien documentat petites erupcions freàtiques abans d'una erupció explosiva que va començar el novembre de 2002. Més recentment, l'estiu del 2011, va caldre augmentar el nivell d'alerta del volcà pels nombrosos terratrèmols a poca profunditat, així com d'altres indicis d'activitat volcànica. Es va instar a la gent, inclosos els turistes, a romandre a almenys 2 quilòmetres dels cràters.
El Papandayan està compost per capes alternes de lava, cendra i altres restes de roques volcàniques formades fruit de les erupcions explosives dels últims centenars d'anys. Un gran cràter, amb parets escarpades i forma de ferradura s'estén cap al nord-est donant lloc a dipòsits de roques barrejats amb altres restes volcàniques. Dins del cràter hi ha nombrosos fumaroles.

## Turisme
La zona del mont Papandayan és una destinació turística popular. Els turistes poden caminar a través del cràter i veure fenòmens com ara piscines de fang, fumaroles i dipòsits de sofre. El cràter Papandayan (Kawah Papandayan), un cràter groc bombollejant, és una visió popular.
Per sobre del cràter hi ha un bosc pigmeu i diversos prats amb edelweiss javanès.